# Gir postal
El  gir postal  és un servei de pagament d'una quantitat de diners remesa mitjançant el servei de correus a qualsevol part d'un país o del món. Quan es feia per telegrama, es parla de gir telegràfic.
Bàsicament consisteix en el fet que una persona o empresa sol·licita l'enviament d'una quantitat de diners especificant el destinatari, sigui una persona o una entitat. La quantitat és lliurada a l'operador postal en metàl·lic o per transferència en una oficina de correus. Aquest cobra una taxa per l'execució del servei basada en la quantitat de diners transferida.
A diferència d'un xec personal, s'ha de comprar un gir postal amb efectiu, per tant, els fons es consideren disponibles.